# Пимпри-Чинчвад
Пимпри-Чинчвад је град у Индији у држави Махараштра. Према незваничним резултатима пописа 2011. у граду је живело 1.729.359 становника.

## Становништво
Према незваничним резултатима пописа, у граду је 2011. живело 1.729.359 становника.
| 1991.   | 2001.     | 2011.     |
| ------- | --------- | --------- |
| 517.083 | 1.012.472 | 1.729.359 |